# رود شيجتمان
المايسترو رود شختمان هو مؤلف سيمفوني، عازف بيانو، مهندس ومُربٍ أرجنتيني-أمريكي. وهو مؤسس The Piano Encyclopedia, ومعروف بتطويره منهجية لتعليم الارتجال والتأليف والتدريب السمعي، وكذلك دمج الأشكال السيمفونية الكلاسيكية مع اللغة السينمائية.

## المسيرة المهنية
في عام 2005، أسس المايسترو شختمان The Piano Encyclopedia, مُنشئًا منصة رقمية عالمية للتعليم البياني وأطلق The Logic Behind Music، وهو نظام صُمم لتفكيك أسطورة الموهبة الفطرية وتمكين أي طالب من الارتجال والتأليف والعزف بالسماع من خلال التحليل المنطقي للموسيقى بدلاً من الحفظ. وصلت منهجيته إلى أكثر من 250,000 طالب في 75 دولة.
في عام 2023، وبعد عملية اختيار استمرت عامين وشملت 32 دولة وأكثر من 60 مؤسسة — منها شتاينواي آند صونز، بيشستاين، وفيلهارمونية نيويورك — تُوِّج شختمان بلقب "لاورييت عالمي" في مسابقة WorldVision Composers Contest في فيينا. يُعرف هذا الحدث على نطاق واسع باسم "كأس العالم للموسيقى الكلاسيكية".
خلال المنافسة، ألّف ثلاث قطع سيمفونية كبرى، وعُرضت مقطوعته Luce Nell’Oscurità على المستوى الوطني في الأرجنتين عبر راديو ناشيونال بعد حفل فيينا. وقد حظي الحدث وجائزته بتغطية في وسائل الإعلام الكبرى.
المايسترو شختمان قدّم عروضًا دولية، بما في ذلك مهرجان Musilosophy في روما وPlaça Catalunya في برشلونة. عُرضت أعماله في Radio FM 104.5 وAntena 3 TV، وفي حفلات لجماهير دبلوماسية.
في عام 2024، اختاره Lalo Schifrin—مؤلف موضوع Mission: Impossible، ست مرات فائز بجائزة Grammy وجائزة أوسكار شرفية—لتأليف Viva la Libertad (Long Live Freedom) بالتعاون مع شختمان، وهي سيمفونية كاملة مكرسة للأرجنتين. أُقيم العرض الأول في بوينس آيرس، بقيادة Orquesta Sinfónica Nacional تحت إشراف Emmanuel Siffert. أُذيعت هذه السيمفونية على المستوى الوطني عبر Televisión Pública وRadio Nacional.
Viva la Libertad تم إعلانها لاحقًا كـ عمل ذو اهتمام ثقافي من قبل حكومة جمهورية الأرجنتين.
تمت تغطية العمل ورسائله على نطاق واسع على الصعيدين الوطني والدولي.
تشتمل الجولة العالمية لـ Viva la Libertad (Long Live Freedom) على عروض في لوس أنجلوس وباريس وعواصم أخرى، وتتضمن البرامج أيضًا الأعمال التي فاز بها شختمان في فيينا. في عام 2025، تم تعيين المايسترو رود شختمان كـ عضو مراسل في جمعية باخ، ليصبح أول أرجنتيني يحصل على هذا التميّز منذ أكثر من قرن، منذ تأسيس الجمعية في عام 1917.

## الجوائز
- WorldVision Composers Contest – Laureado Global / Campeón Mundial (فيينا، 2023)[4][6]
- عمل ذو اهتمام ثقافي, حكومة جمهورية الأرجنتين (2025)[16][18]
- عضو مراسل, Bach Society (2025)[15]

## وصلات خارجية
- الموقع الرسمي (إسبانية)
- موسوعة البيانو
- الموقع الرسمي شيفرين-شختمان

قالب:Control de autoridades